# Гура-Арієшулуй
Гура-Арієшулуй (рум. Gura Arieșului) — село у повіті Алба в Румунії. Входить до складу комуни Лунка-Мурешулуй.
Село розташоване на відстані 277 км на північний захід від Бухареста, 48 км на північний схід від Алба-Юлії, 47 км на південний схід від Клуж-Напоки.

## Населення
За даними перепису населення 2002 року у селі проживали 554 особи. Рідною мовою 552 особи (99,6%) назвали румунську.
Національний склад населення села:
| Національність | Кількість осіб | Відсоток |
| -------------- | -------------- | -------- |
| румуни         | 534            | 96,4%    |
| цигани         | 17             | 3,1%     |